# Цезар (титул)
Цезар також Кесар — один з титулів, що використовуються у Римські імперії. Походить із когномена роду Юліїв «Caesar», носієм якого був політичний діяч і полководець Римської республіки I ст. до н. е. Гай Юлій Цезар. У 1 та 2 ст. н. е. титул Цезар та Авґуст були тотожні — наприклад як видно за іменем Гай Юлій Цезар Октавіан Август.
Все змінилося у III–IV століттях. Тоді титул «цезар» був нерозривно пов'язаний з ідеєю співправління, коли старший правитель, за яким закріпився титул «Авґуст» ділив владу з молодшим співправителем (як правило його спадкоємцем) — «Цезарем». Спільне правління кількох осіб було не таким вже й новим явищем для Риму — традиція колегіального управління йшла ще з часів Римської республіки. В епоху принципату можна згадати правління Веспасіана і Тіта, Марка Аврелія і Луція Вера.
Подальший розвиток система співправління отримала після приходу до влади Діоклетіана. Тоді найбільш чітко були визначені відмінності між двома титулами — Авґуст та Цезар: на чолі держави повинні були стояти два верховних правителі(один Jovius — старший і другий Herculius — з дещо меншими повноваженнями), однак обидва наділених всією повнотою влади — Авґусти, спадкоємцями та помічниками яких були два молодші співправителі — Цезарі, які по закінченню перебуванні при владі Авґустів перебирали їх повноваження і призначали нових Цезарів та обов'язково їх дружин. Система виявилася не надто стійкою, і до 324 року верховна влада зосередилася в руках однієї людини — Костянтина I Великого. Він однак не усунув інститут цезарів. Костянтин залишився Авґустом і дав титул Цезаря своїм чотирьом синам, відповідно розділивши імперію на сфери їх відповідальності.
Останні Цезарі були призначені наприкінці 4 століття узурпатором Магненцієм, який призначив своїх братів Цезарями, розпочавши війну з Констанцієм ІІ.